# 秋元哲
←→秋元 哲（あきもと さとる、1988年11月1日 - ）は、栃木県出身の競艇選手。登録番号4532。身長157cm。血液型A型。103期。埼玉支部所属。同期に深谷知博、北山康介、黒井達矢らがいる。

## 来歴
- やまと競艇学校時代、リーグ戦勝率5.58（準優出5　優出4）の成績を残し、卒業記念競走に優出（4着）した。
- 2008年11月15日、戸田競艇場でデビュー（3着）。
- 2009年1月25日、多摩川競艇場での「第19回日本モーターボート選手会会長賞」最終日2Rで初勝利（31走目）。
- 2011年10月30日、浜名湖競艇場での「G3新鋭リーグ第19戦 若鮎杯」で初優勝。人気を集めた山田康二（登録番号4500）が5着になり、2着に4号艇の西山貴浩（登録番号4371）が入り、3連単106830円の波乱の決着となった。
- 2012年1月24日、芦屋競艇場での「G1共同通信社 第26回新鋭王座決定戦競走」にG1初出場。
- 2012年9月26日、徳山競艇場での「G1共同通信社杯 第27回新鋭王座決定戦競走」2日目12RでG1初勝利[1]